# Гомоліз
Гомо́ліз (від грец. ὅμοιος (homoios) «рівний» і λύσις (lusis) «розпушування») (рос. гомолиз, англ. homolysis) — розщеплення хімічного зв'язку, яке полягає в розпаруванні електронів, що його утворюють, кожен з яких далі залишається на одному із відокремлених атомів. Супроводиться виникненням радикальних частинок.
У хімії гомоліз або гомолітичний поділ — це дисоціація молекулярного зв'язку шляхом процесу, коли кожен із фрагментів (атом чи молекула) зберігає початково зв'язані електрони. Під час гомолітичного поділу нейтральної молекули з парною кількістю електронів утворяться два вільних радикали. Тобто два електрони, що беруть участь у початковому зв'язку, розподіляються між двома видами фрагментів. Розщеплення зв'язку також можливе за допомогою процесу, який називається гетеролізом.
Зворотний процес — колігація.

## Гомолітична реакція
Гомолітична реакція — хімічна реакція, що відбувається в результаті розпарування зв'язуючих електронних пар з утворенням частинок із неспареними електронами (вільними радикалами).
Іноді до гомолітічних відносять всі хімічні реакції, що протікають за участю та утворенням вільних радикалів або йон-радикалів.
Для здійснення гомолітичних реакцій зазвичай використовують термохімічні, каталітичні, фотохімічні, радіаційно-хімічні та електрохімічні методи. Можливість реалізації реакції визначається енергією дисоціації зв'язку. У газовій фазі гомоліз протікає значно легше, ніж гетероліз.
За гомолітичним механізму протікають багато хімічних ланцюгових реакцій. Зокрема фотогалогенування граничних вуглеводнів (металепсія), радикальна полімеризація, нітрування аліфатичних сполук.
До цих реакцій належить реакція Ріда.